# Presseurop
Presseurop a fost un portal de știri multilingv ce traduce și publică noutăți pe teme europene în zece limbi. Acesta este finanțat de către Uniunea Europeană și a fost lansat în 2009 de către jurnalul francez Courrier International, ziarul portughez Courrier Internacional, cotidianul polonez Forum și cel italian numit Internazionale.
Redactorul-șef este Eric Maurice, iar cele zece limbi în care apare sunt următoarele: cehă, engleză, franceză, germană, italiană, olandeză, poloneză, portugheză, română și spaniolă.